# Полицейская медаль «За заслуги»
Полицейская медаль «За заслуги» (англ. Police Medal for Meritorious Service) — государственная награда Индии, учреждённая в марте 1951 года для поощрения служащих полиции.

## История
Полицейская медаль «За храбрость» была учреждена в марте 1951 года в рамках реформы системы государственных наград после провозглашения Республики Индия в 1950 году. Её создание стало частью усилий по формированию национальной системы поощрений, свободной от колониального наследия и кастовых ассоциаций, характерных для британской системы наград.
В 1932 году в Великобритании была учреждена медаль англ. The Indian Police Medal для поощрения сотрудников полиции и пожарной службы Индии. В 1944 году реверс медали был переработан в два типа: «За храбрость» и «За заслуги». Именно Индийская полицейская медаль «За заслуги» стала прообразом медали учреждённой в Республике Индия в марте 1951 году.

## Критерии награждения
Эта медаль вручается ежегодно по случаю Дня независимости и Республики в знак признания исключительных заслуг на службе в полиции или Центрального полицейского управления.
Право на эту награду имеют все сотрудники полиции страны, прослужившие не менее 15 лет. Награждения производятся на торжественных на церемониях, организованных правительством штата или центральным полицейским управлением.

## Описание медали
Медаль круглой формы изготавливалась из бронзы. На аверсе в центре изображён государственный герб Индии и надпись англ. «Police Medal» над ним. Реверс двумя горизонтальными линиями разделён на две равные части, выше и ниже линий нанесены надписи англ. «Indian / Police» и англ. «For Meritorious Service». Весь реверс заключён в венок. По ребру медали наносилось имя награждённого.
Тёмно-синяя шёлковая лента шириной 35 мм разделена на полосы: белая — 5 мм, тёмно-синяя — 6 мм, бордовая — 13 мм, тёмно-синяя — 6 мм, белая — 5 мм.
При повторном награждении вручаются планки на ленту.

## Порядок ношения
Медаль носилась на левой стороне груди. При повторном награждении на ленту крепятся планки.